# عزلة يريم (إب)

تعديل مصدري - تعديل

عزلة يريم هي إحدى عزل مديرية يريم في محافظة إب اليمنية ويبلغ تعداد سكانها 46498 نسمة حسب التعداد السكاني في اليمن لعام 2004.

## روابط خارجية
- الجهاز المركزي للإحصاء بالجمهورية اليمنية
- المركز الوطني للمعلومات باليمن
- الدليل الشامل